# ジムカーナ (オートバイ)
ジムカーナ (オートバイ) の記事では、モータースポーツの一種であるジムカーナのうち、特にオートバイでの競技について説明する。舗装路面にパイロン（コーン）等で規制、設定されたコースをオートバイで走行し、スタートからゴールまでの時間を競うタイムトライアル競技である。当日朝に発表されたコースを慣熟歩行したのちに、あらかじめ決められた順番で1台ずつタイムアタックする。午前と午後に1回ずつタイムアタックしたうえで、2回のうちどちらか短い走行タイムをその競技者の記録とし、短いタイムの者を上位として順位が決定される。

## 競技特性
オートバイにおけるジムカーナは、主に教習所、駐車場、小型のサーキット、その他広い舗装路面のあるスペースで行われる。コースはパイロンやコーンバーなどを利用して作られ、大会ごとに毎回異なるコースレイアウトとなる。
全体的に細かなターンが続くレイアウトが多く、速度域は低・中速がメインとなることから、ほとんどの車両は終始1速、もしくは2速ギアで走行する。低速域で不安定になりやすい二輪車の特性や競技の性格上、転倒のリスクは高いが、速度域が低いゆえに車両の損傷や身体へのダメージは小さく済むことが多い。
レギュレーション上、競技に使える車両は公道走行可能であるか、あるいはそれに準じた状態のものとされている。したがって、通勤・通学やツーリング等に用いられる一般車両でも参加可能であり、自走車両で参加する者も少なくない。
また、参加にあたり必要となる装備は少ないか安価で手に入るもので対応できるうえ、ライセンスも不要なため、参加する際の敷居はモータースポーツの中でも低い部類に入る。
小型・小排気量・小出力の車両は小回りしやすく、ジムカーナのコースレイアウト上有利に働く場合が多いが、コースの中には直線の比較的長い高速寄りのレイアウトからなる部分もあり、必ずしもそれらのバイクがすべての面で有利になるわけではない。ただし、基本的には大型・大排気量・大出力の重量のあるバイクほど不利とされている。
ジムカーナは、アクセル／ブレーキコントロール、ハンドルや加重のコントロールといったバイクの操作に関わるテクニックのほか、車両の限界を高めるために正しくセットアップする知識、最も高速に通過できる走行ラインの検討、大会当日の朝に発表されるコースを覚えてミスなく走破する記憶力など、さまざまな技術や能力、知識や経験が必要とされる競技である。

## 車両
1つの前輪と1つの後輪からなる自動二輪車でなければならない。内閣総理大臣が指定する三輪以上のものや特定二輪車に該当するトライクは除外される。
オンロード・オフロードは言うに及ばず、2サイクル・4サイクル・電動機、ネイキッド、スーパースポーツ、デュアルパーパス、アメリカン、スクーター、モペッド、電動自転車、立ち乗りスクーター（電動式並びに内燃機関式）など車両のタイプは問わず、排気量や出力についても制限はない。車両は公道走行可能であるか、もしくはそれに準じた状態でなければならない。特に前・後ブレーキの操作時にはブレーキランプが確実に点灯することが必須である。しかし、大会や主催者によっては内燃機関のみかつ二輪であり内燃機関であってもモペッドや立ち乗りスクーターの参加は不可だったり、電動自転車を含め電動機の参加や原付三輪や特定二輪車の参加は不可であったりするので注意が必要である。
タイヤについても公道走行可能な市販品を使用する。プロダクションレース用タイヤと、公道走行用とされているウェット路面用タイヤは認められるが、摩耗により極端に溝の少なくなったタイヤは使用できない。スリックタイヤなどのサーキット専用タイヤも認められない。
マフラーは近接騒音測定時に100dBA未満であることが望ましい。
ハンドルバーやブレーキ・クラッチレバー、ブレーキ・シフトペダルその他突起部分は鋭利でないことが必要である。
上記を満たした車両であれば、いたずらに危険を誘発しない（オイル漏れ、整備不良等）ことを条件に、その他の改造は自由に行える。
ジムカーナ向け車両の一般的な改造例としては、ハンドルポジションの変更（アップハンドル化による操作性の向上）、前後スプロケットのギア比変更（ショート化による加速性能向上）、マフラー変更やカウリングの排除（軽量化）が挙げられる。

## 装備
十分な耐衝撃性能を備えた二輪用のフルフェイス形ヘルメット、もしくはジェット形ヘルメットの装着が必須である。転倒時のあらゆるリスクに備えるためにはフルフェイス形が望ましいが、アクティブセーフティーの観点では、より視界が広く開放的なジェット形の使用も有効である。二輪乗車用であってもハーフ形ヘルメットの使用は禁止されている場合が多い。
上半身は二輪乗車用のグローブと、肘部分のプロテクターの装着が必須である。より安全を期すには、肘に加えて肩部分のプロテクターや、胸部、脊髄を防護するプロテクターなどを組み合わせるとよい。その他、それらのプロテクターが内蔵されたレザージャケットや、上半身全体を覆うタイプのプロテクター、もしくは可能であれば全身を防護する革ツナギがあると望ましい。また頸部の保護のためネックブレースシステムの装着や衝撃を緩和するためのエアバッグの装着やそれを内蔵したウェアの装着なども推奨される。
下半身は、革ツナギを使用しない場合は、最低でも膝部分を防護するプロテクターが必須である。上半身と同じく、腰部、臀部、膝、すねの各部を保護するプロテクターを組み合わせたり、それらを内蔵した（レザー）パンツを使用するのもよい。
さらに、最低限くるぶしまで隠れる二輪用のブーツの装着も必須である。この場合、万が一の引っかかりなどを考慮して、ひものないブーツの使用が望ましく、可能であればロードレース用のレーシングブーツを選択すべきである。

## 認定団体
事実上の公式認定団体として「JAGE（二輪ジムカーナ主催者団体協議会）」が存在する。JAGE主催のシリーズ戦が公式認定大会と呼ばれ、この大会での記録が下記クラスの認定基準となる。

## イベント
大会およびシリーズ戦は全国各地で行われているが、特に関東圏での開催が多い。関東圏の公式認定大会・シリーズ戦としては下記が挙げられる。
これらの公式認定大会・シリーズ戦では、上位入賞者に年間を通じたシリーズポイントが与えられる。
- DUNLOP・月刊オートバイ・カップ！ ジムカーナ大会（年間全5戦）
- DUNLOP・月刊オートバイ・カップ！ ジムカーナ JAPAN（年間全1戦）
- JAGE・CUPジムカーナ大会（年間全4戦）

ただし、「DUNLOP・月刊オートバイ・カップ！ ジムカーナ JAPAN」は関西圏で開催されることがある。
なお、関東圏では非認定大会として「関東事務茶屋杯」なども年数回開催されており、こちらは主にジムカーナ入門者向けの大会に位置づけられている。

## クラス
トップタイムを記録した選手とのタイム比により、下記の通り競技者の所属クラスが決定される。

### シードクラス
- A級 : 過去の公式認定大会において、その大会でトップ比105％未満を記録したことがあり、かつ年間のシリーズポイントを相当数獲得し、主催者によりA級相当と認められた選手
- B級 : 過去の公式認定大会において、その大会でトップ比105％未満を一度でも記録したことがある選手
- C1級 : 過去の公式認定大会において、その大会でトップ比110％未満を一度でも記録したことがある選手
- C2級 : 過去の公式認定大会において、その大会でトップ比115％未満を一度でも記録したことがある選手

### ノーシードクラス
- NO級 : 過去の公式認定大会において、その大会でトップ比115％以上の記録を残しているか、もしくは初参加者のうち大きな改造を施した車両で出場する男性
- NN級 : 過去の公式認定大会において、その大会でトップ比115％以上の記録を残しているか、もしくは初参加者のうち大きな改造を施していない車両で出場する男性
- NL級 : 過去の公式認定大会において、その大会でトップ比115％以上の記録を残しているか、もしくは初参加の女性

### その他のクラス
排気量が700ccを超える車両で出場するシードクラス選手は、SB級としても自動でエントリーされ、上記クラス内での順位とは別にSB級としても順位が決定される。また、SB級上位入賞者は、一定以上のタイム（トップ比107％未満）を記録することでSB級独自のシリーズポイントも与えられる。

### 補足
一度認定されたクラスから下位に降格することはない。
B/C1/C2級は、認定後の次の公式認定大会から当該クラスにて出走できる。
A級は年度ごとの認定のため、年度内の大会はその時点のクラスにて出走し、翌年の公式認定大会初戦からA級として出走できる。
ノービスクラスにおける「大きな改造」とは、車両の特性を大きく変える加工、部品交換、部品の排除などを行っていないかどうかを指し、市販時のノーマル状態の車両のままであるかどうかが目安となる。ただし、タイヤの変更、サスペンションセッティング、ハンドルバー等各部の調整や、転倒時のダメージを最小限にするためのスライダーやバンパーの装着といった、ノーマル車両がもともと保有している走行性能に直接影響を及ぼさない変更は「大きな改造」とはみなされない。
なお、地方で開催される認定大会においては、トップタイム自体が認定基準上のトップタイムからかけ離れていることがあるため、補正値による仮想的なトップタイムが認定基準として用いられる場合がある。

## コース
大会時は大きく分けて3つのコースが設定され、競技前の慣熟を目的としたスラローム走行を行うための「ウォームアップコース」、スタート手前のスペースに複数設置される「8の字走行エリア」、そして競技に使われる「本コース」からなる。
「ウォームアップコース」は一筆書きで繰り返し走行可能なレイアウトであり、車両の調子を確認するほか、タイヤへの熱入れ、競技者自身の体の慣らしなどを目的とする。
「8の字走行エリア」では、通常3人ほどが平行して走行できるようになっている。1人あたり2本のパイロンが割り当てられ、そのパイロン付近から逸脱しない限り、8の字走行だけでなく、楕円走行や回転走行なども可能となっている。
「本コース」は実際の競技が行われる場所である。コース上には多数のパイロンやコーンバーなどが配置され、それらが1つのコースを形作っている。スタートエリアにてスタートシグナルにより停止状態から走行を開始し、決められたコースに従って走行したのち、ゴールエリアにて完全に停止する。スタートラインからゴールラインを切るまでのタイムがその競技者の記録となる。
コースに配置されるパイロンは、主に高さ45cmの中型のものや、コース規制のためにより小型のものが用いられる。ただし、大会により高さ70cmの大型パイロンが用いられることもある。

### 主なコースレイアウト
- スラローム : パイロンや地形を利用して構成されたコースで、ある程度高速で走行することが可能なエリア
- 8の字 : 2本のパイロンを8の字を描くように走行する
- 回転 : 1本もしくは複数本のパイロンを中心にして円を描くように走行する
- ラインカット : 路面に引かれたラインを前輪のみ通過させる。アダチセクションとも呼ばれる
- ライン通過 : 路面に引かれたラインを前後輪ともに通過させる
- ボックスターン : パイロンやラインなどで明示された出入口から侵入し、すぐにUターンをしたのち再び出入口から外へ出るように走行する
- 直線パイロン : 直線的に配置された複数のパイロンを左右順に避けて走行する
- オフセットパイロン : 幅広に設置された複数のパイロンを左右順に避けて走行する

### ペナルティ
タイムアタック中の下記の行為はそれぞれ1または3ポイントのペナルティとして扱われ、そのときの走行タイムに1ペナルティにつき1秒が加算される。
- 車両または身体のパイロン等障害物への接触
- 走行中の地面への足つき（足がステップを離れた場合）
- ライン不通過
- サイドライン割り（設定されたコースライン外へのはみ出し）
- 縁石乗り上げ（脱輪）
- フライングスタート
- ゴールエリア停止時のはみ出し

ただし、コース内で特別に指定された箇所においては、地面への足つきはペナルティから除外されることがある。
また、所定のコースから誤って逸脱し、その後も戻ることなく本来とは異なるコースで走行した場合はミスコースとなり、記録は残らない。
タイム短縮を目的として故意に縁石乗り上げ（脱輪）を行った場合は、ペナルティではなく失格扱いとなる。